# ویلیام لورنتس
ویلیام لورنتس (انگلیسی: William Laurentz; ۲۶ فوریهٔ ۱۸۹۵ – ۷ مارس ۱۹۲۲) تنیس‌باز اهل فرانسه بود.